# راجنيكانث
راجنيكانث (باللغة الهندية: Rajinikanth) (مواليد 12 ديسمبر 1950، بنغلور في الهند) هو ممثل هندي شهير اشتهر في تأدية الأفلام بلغة التاميل وكما عمل في عدد من الأفلام في بوليود، أشهرها مع أميتاب باتشان وجوفندا بعنوان Hum الذي أنتج في العام 1991.

## وسام مدني
بادما بوشان 2000

## جوائز تاميل نادو
جائزة خاصة 1978 - 1982
كالماماني 1984
جائزة ام جي ار 1989
أفضل ممثل 1995- 1999 - 2005 - 2007
وسام تاميل نادو 2011

## فيلمفير الجنوب
أفضل ممثل 1984
رشح أفضل ممثل 2007 - 2010

## اكادمية الهند الجنوبية
التميز 2014

## ان دي تي في
أشهر شخصية هندية في العالم 2007
نجم العقد 2009
اشه ستايل 2011
أشهر 25 شخصية سينمائية هندية ذهبية 2013

## جوائز سينما اكسبرس
أفضل ممثل 1984 - 1985 - 1989 - 1991 - 1992 -1995
أفضل قصة 1993

## فيلم فانس
أفضل ممثل 1979 - 1982 - 1984 - 1985- 1991 - 1992 -1996
أفضل قصة 1993

## الشاشة جنوب
أفضل ممثل 1995

## جوائز فيجاي
أفضل وغد 2010
أفضل بطل 2007
التميز في السينما 2007

## أخرى
جائزة راج كابور 2007

## وصلات خارجية
- راجنيكانث على موقع IMDb (الإنجليزية)
- راجنيكانث على موقع الموسوعة البريطانية (الإنجليزية)
- راجنيكانث على موقع ألو سيني (الفرنسية)
- راجنيكانث على موقع ميوزك برينز (الإنجليزية)
- راجنيكانث على موقع أول موفي (الإنجليزية)
- راجنيكانث على موقع إن إن دي بي (الإنجليزية)
- راجنيكانث على موقع قاعدة بيانات الفيلم (الإنجليزية)
- راجنيكانث على موقع كينوبويسك (الروسية)